# North Reading (Massachusetts)
North Reading est une ville du Comté de Middlesex dans l'état du Massachusetts.
Elle a été incorporée en 1853.
Sa population était de 15 554 habitants en 2020.